# Klaus Köpp
Klaus Köpp (* 1943 in Bremen) ist ein deutscher Jurist. Er war von 1994 bis 1998 Staatssekretär im Ministerium der Finanzen des Landes Sachsen-Anhalt und zuvor von 1991 bis 1994 Richter am Bundesfinanzhof.

## Leben

### Ausbildung
Köpp nahm im Jahr 1965 ein Studium der Rechtswissenschaften in Berlin und Göttingen auf. Er legte 1969 das erste juristische Staatsexamen ab und erwarb im Rahmen eines Zusatzstudiums 1969 bis 1970 an der Washington University in St. Louis im Jahr 1971 einen Master of Comparative Law. Er absolvierte das Referendariat in Bremen mit der Wahlstation und Nebentätigkeit beim Gründungsdirektor der Universität. Im Jahr 1974 legte er das zweite juristische Staatsexamen ab und im Jahr 1976 wurde er zum Dr. jur. promoviert.

### Berufsweg
Klaus Köpp begann seinen Berufsweg 1974 als wissenschaftlicher Assistent an der Universität Konstanz. Er trat 1982 in die Bundesfinanzverwaltung ein und war in der Zollverwaltung sowie im Bundesministerium der Finanzen tätig. Seit 1987 war er im Arbeitskreis Rechtswesen der SPD-Fraktion im Deutschen Bundestag tätig. Danach war er von 1991 bis 1994 Richter am Bundesfinanzhof und Vorsitzender der Ehrenkommission der Universität Greifswald. Köpp wurde 1994 unter Minister Wolfgang Schaefer (SPD) Staatssekretär im Ministerium der Finanzen des Landes Sachsen-Anhalt. Als dieser gehörte er dem Aufsichtsrat der Mitteldeutschen Medienförderung an. Köpp verließ 1998 das Ministerium und wurde Rechtsanwalt, besonders für Verwaltungs- und Steuerrecht. Im Jahr 2008 wurde Köpp von der Bundesregierung zum Richter ad hoc am Europäischen Gerichtshof für Menschenrechte in Straßburg berufen, da die damals für Deutschland gewählte Richterin, Renate Jaeger, sich von der Prüfung eines Falles zurückgezogen hatte. Zudem war er Mitglied eines Gründungsbeirates für eine juristische Fakultät an der Zeppelin Universität in Friedrichshafen.